# Eoin Toal
Eoin Toal, né le 15 février 1999 à Armagh en Irlande du Nord, est un footballeur international nord-irlandais. Il joue au poste de défenseur central aux Bolton Wanderers.

## Biographie

### En club
Né à Armagh en Irlande du Nord, Eoin Toal commence le football avec le club local de Armagh City FC. Il rejoint Derry City à l'été 2017, club avec lequel il fait ses débuts le 24 juillet 2017, lors d'une rencontre de championnat face au Finn Harps FC. Il est titularisé et son équipe s'impose par deux buts à zéro.
Le 20 juillet 2022, Eoin Toal s'engage en faveur des Bolton Wanderers pour un contrat de trois ans, soit jusqu'en juin 2025,.
Toal marque son premier but pour Bolton le 30 décembre 2022 face à Lincoln City, en championnat. Titulaire, il marque le but égalisateur de son équipe (1-1 score final),.
Le 4 mars 2024, Toal prolonge son contrat avec Bolton, étant désormais lié au club jusqu'en juin 2027.

### En sélection
Eoin Toal commence sa carrière internationale avec l'équipe d'Irlande du Nord des moins de 17 ans. Avec cette équipe il joue trois matchs en 2015.
Il joue ensuite avec les moins de 19 ans, faisant trois apparitions, toutes en 2017, et marquant un but. Il officie à deux reprises comme capitaine de cette sélection.
En mars 2023, Eoin Toal est convoqué pour la première fois avec l'équipe nationale d'Irlande du Nord par le sélectionneur Michael O'Neill,. 
Il honore sa première sélection le 17 octobre 2023, contre la Slovénie. Il est titularisé lors de cette rencontre perdue par les siens sur le score de un but à zéro,.